# Elecciones provinciales de Argentina de 1989
Las elecciones provinciales de Argentina de 1989 tuvieron lugar el domingo 14 de mayo del mencionado año, en 16 de los 24 distritos electorales, al mismo tiempo que las elecciones presidenciales y las elecciones legislativas en todo el país. Los comicios tenían como objetivo renovar la mitad de las legislaturas provinciales, así como la mitad del Concejo Deliberante de la Capital Federal, y la totalidad del Poder Legislativo del Territorio Nacional de Tierra del Fuego.
Tucumán fue la única provincia en tener sus elecciones en una fecha distinta, el 5 de noviembre, y también en elegir convencionales constituyentes para reformar la constitución provincial en conjunto con los legisladores provinciales.
La cantidad de cargos a renovar varió por provincia. Algunas contaban con legislativos bicamerales, por lo que se debía elegir diputados y senadores provinciales, y otros con legislaturas unicamerales. En Córdoba, aunque el legislativo en aquel momento era bicameral, solo el Senado se renovaba, pues la Cámara de Diputados tenía mandato hasta 1991. Chubut, Entre Ríos, La Pampa, Neuquén, Río Negro, San Juan y Santa Fe no renovaron ninguna institución provincial.

## Cronograma
| Distrito            | Fecha                  | Diputados | Senadores | Consulta popular | Convencionales |
| ------------------- | ---------------------- | --------- | --------- | ---------------- | -------------- |
| Buenos Aires        | 14 de mayo de 1989     | 46        | 23        | No elige         | No elige       |
| Capital Federal     | 14 de mayo de 1989     | 30        | No elige  | No elige         | No elige       |
| Catamarca           | 14 de mayo de 1989     | 23        | 8         | No elige         | No elige       |
| Chaco               | 14 de mayo de 1989     | 16        | No elige  | No elige         | No elige       |
| Córdoba             | 14 de mayo de 1989     | No elige  | 28        | No elige         | No elige       |
| Corrientes          | 14 de mayo de 1989     | 13        | 5         | No elige         | No elige       |
| Formosa             | 14 de mayo de 1989     | 15        | No elige  | No elige         | No elige       |
| Jujuy               | 14 de mayo de 1989     | 24        | No elige  | No elige         | No elige       |
| La Rioja            | 14 de mayo de 1989     | 15        | No elige  | No elige         | No elige       |
| Mendoza             | 14 de mayo de 1989     | 24        | 19        | No elige         | No elige       |
| Misiones            | 14 de mayo de 1989     | 20        | No elige  | Sí               | No elige       |
| Salta               | 14 de mayo de 1989     | 30        | 12        | No elige         | No elige       |
| San Luis            | 14 de mayo de 1989     | 22        | 4         | No elige         | No elige       |
| Santa Cruz          | 14 de mayo de 1989     | 12        | No elige  | No elige         | No elige       |
| Santiago del Estero | 14 de mayo de 1989     | 23        | No elige  | No elige         | No elige       |
| Tierra del Fuego    | 14 de mayo de 1989     | 15        | No elige  | No elige         | No elige       |
| Tucumán             | 5 de noviembre de 1989 | 20        | 10        | No elige         | 60             |

## Buenos Aires

Secciones electorales de Buenos Aires:
1º Sección
2º Sección
3º Sección
4º Sección
5º Sección
6º Sección
7º Sección
8º Sección/Capital

| Sección Electoral | Cámara de Diputados | Cámara de Diputados | Senado    | Senado    |
| Sección Electoral | Diputados           | A renovar           | Senadores | A renovar |
| ----------------- | ------------------- | ------------------- | --------- | --------- |
| 1                 | 15                  | —                   | 8         | 8         |
| 2                 | 11                  | 11                  | 5         | —         |
| 3                 | 18                  | 18                  | 9         | —         |
| 4                 | 14                  | —                   | 7         | 7         |
| 5                 | 11                  | —                   | 5         | 5         |
| 6                 | 11                  | 11                  | 6         | —         |
| 7                 | 6                   | —                   | 3         | 3         |
| 8 - Capital       | 6                   | 6                   | 3         | —         |
| Total             | 92                  | 46                  | 46        | 23        |

### Cámara de Diputados

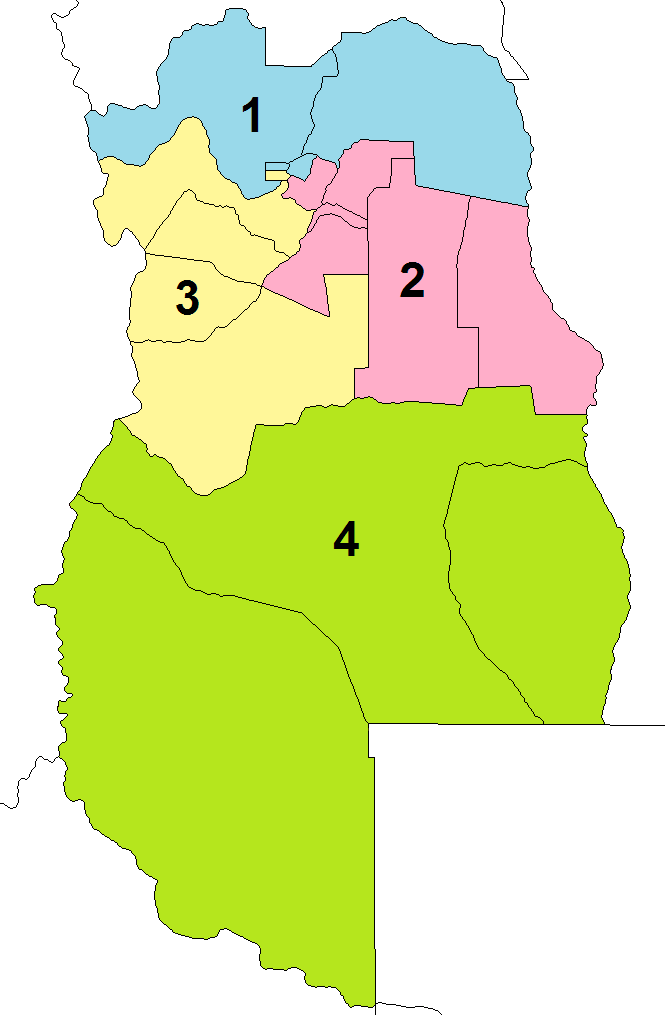
Secciones electorales de Mendoza:
1ª Sección
2ª Sección
3ª Sección
4ª Sección

|  | 51,72 % |

|  | 26,82 % |

|  | 8,01 % |

|  | 5,34 % |

|  | 4,42 % |

|  | 3,05 % |

|  | 0,34 % |

|  | 0,21 % |

|  | 0,09 % |

|  | 94,48 % |

|  | 5,04 % |

|  | 0,48 % |

#### Resultados por secciones electorales
|  | 50,24 % |

|  | 29,94 % |

|  | 8,40 % |

|  | 4,53 % |

|  | 3,44 % |

|  | 2,99 % |

|  | 0,23 % |

|  | 0,14 % |

|  | 0,09 % |

|  | 94,59 % |

|  | 5,07 % |

|  | 0,34 % |

|  | 54,49 % |

|  | 23,56 % |

|  | 7,85 % |

|  | 6,21 % |

|  | 4,88 % |

|  | 2,40 % |

|  | 0,35 % |

|  | 0,21 % |

|  | 0,06 % |

|  | 95,24 % |

|  | 4,23 % |

|  | 0,52 % |

|  | 42,38 % |

|  | 32,82 % |

|  | 14,54 % |

|  | 3,75 % |

|  | 2,79 % |

|  | 2,57 % |

|  | 0,33 % |

|  | 0,26 % |

|  | 0,12 % |

|  | 93,87 % |

|  | 5,77 % |

|  | 0,36 % |

|  | 44,44 % |

|  | 39,64 % |

|  | 6,84 % |

|  | 4,56 % |

|  | 3,56 % |

|  | 0,40 % |

|  | 0,30 % |

|  | 0,27 % |

|  | 89,74 % |

|  | 9,83 % |

|  | 0,44 % |

### Senado
|  | 47,38 % |

|  | 28,65 % |

|  | 12,06 % |

|  | 4,69 % |

|  | 3,58 % |

|  | 2,99 % |

|  | 0,33 % |

|  | 0,22 % |

|  | 0,09 % |

|  | 93,84 % |

|  | 5,71 % |

|  | 0,45 % |

#### Resultados por secciones electorales
|  | 48,80 % |

|  | 25,10 % |

|  | 12,19 % |

|  | 5,82 % |

|  | 5,08 % |

|  | 2,34 % |

|  | 0,35 % |

|  | 0,22 % |

|  | 0,09 % |

|  | 94,56 % |

|  | 4,95 % |

|  | 0,49 % |

|  | 47,31 % |

|  | 35,30 % |

|  | 10,33 % |

|  | 2,77 % |

|  | 2,08 % |

|  | 1,78 % |

|  | 0,19 % |

|  | 0,13 % |

|  | 0,10 % |

|  | 95,06 % |

|  | 4,66 % |

|  | 0,28 % |

|  | 41,50 % |

|  | 36,37 % |

|  | 12,54 % |

|  | 6,30 % |

|  | 2,52 % |

|  | 0,41 % |

|  | 0,29 % |

|  | 0,08 % |

|  | 91,22 % |

|  | 8,33 % |

|  | 0,46 % |

|  | 49,92 % |

|  | 33,39 % |

|  | 12,23 % |

|  | 2,32 % |

|  | 1,65 % |

|  | 0,20 % |

|  | 0,17 % |

|  | 0,11 % |

|  | 91,70 % |

|  | 7,95 % |

|  | 0,35 % |

## Capital Federal
|  | 32,14 % |

|  | 30,86 % |

|  | 20,23 % |

|  | 5,53 % |

|  | 5,52 % |

|  | 4,57 % |

|  | 0,40 % |

|  | 0,39 % |

|  | 0,29 % |

|  | 0,07 % |

|  | 97,57 % |

|  | 2,03 % |

|  | 0,40 % |

|  | 85,73 % |

|  | 100 % |

## Catamarca

### Cámara de Diputados
|  | 52,80 % |

|  | 33,10 % |

|  | 5,25 % |

|  | 2,65 % |

|  | 1,96 % |

|  | 1,17 % |

|  | 1,02 % |

|  | 0,81 % |

|  | 0,43 % |

|  | 0,39 % |

|  | 0,23 % |

|  | 0,19 % |

|  | 97,19 % |

|  | 1,58 % |

|  | 0,25 % |

|  | 0,97 % |

|  | 84,80 % |

|  | 100 % |

### Cámara de Senadores
|  | 58,23 % |

|  | 35,33 % |

|  | 1,95 % |

|  | 1,37 % |

|  | 0,83 % |

|  | 0,47 % |

|  | 0,46 % |

|  | 0,20 % |

|  | 0,17 % |

|  | 95,24 % |

|  | 2,22 % |

|  | 0,15 % |

|  | 2,39 % |

|  | 31,48 % |

|  | 100 % |

## Chaco
|  | 49,08 % |

|  | 34,38 % |

|  | 12,05 % |

|  | 1,66 % |

|  | 1,16 % |

|  | 0,71 % |

|  | 0,43 % |

|  | 0,32 % |

|  | 0,22 % |

|  | 96,55 % |

|  | 2,86 % |

|  | 0,59 % |

|  | 79,69 % |

|  | 100 % |

## Córdoba
|  | 43,80 % |

|  | 38,94 % |

|  | 7,83 % |

|  | 4,21 % |

|  | 2,49 % |

|  | 1,95 % |

|  | 0,40 % |

|  | 0,38 % |

|  | 97,58 % |

|  | 1,99 % |

|  | 0,43 % |

|  | 86,65 % |

|  | 100 % |

## Corrientes

### Cámara de Diputados
|  | 40,49 % |

|  | 32,75 % |

|  | 23,32 % |

|  | 1,48 % |

|  | 0,86 % |

|  | 0,65 % |

|  | 0,27 % |

|  | 0,18 % |

|  | 93,50 % |

|  | 3,94 % |

|  | 0,77 % |

|  | 1,80 % |

|  | 80,92 % |

|  | 100 % |

### Cámara de Senadores
|  | 40,20 % |

|  | 32,57 % |

|  | 23,78 % |

|  | 1,48 % |

|  | 0,86 % |

|  | 0,66 % |

|  | 0,27 % |

|  | 0,19 % |

|  | 93,46 % |

|  | 4,00 % |

|  | 0,70 % |

|  | 1,84 % |

|  | 80,92 % |

|  | 100 % |

## Formosa
|  | 58,85 % |

|  | 58,67 % |

|  | 13,13 % |

|  | 7,96 % |

|  | 6,96 % |

|  | 4,58 % |

|  | 4,28 % |

|  | 3,00 % |

|  | 1,25 % |

|  | 54,13 % |

|  | 37,39 % |

|  | 21,94 % |

|  | 17,74 % |

|  | 6,19 % |

|  | 1,82 % |

|  | 0,88 % |

|  | 0,37 % |

|  | 0,29 % |

|  | 0,27 % |

|  | 0,17 % |

|  | 0,14 % |

|  | 0,01 % |

|  | 97,84 % |

|  | 1,63 % |

|  | 0,54 % |

|  | 81,35 % |

|  | 100 % |

## Jujuy
|  | 40,88 % |

|  | 16,87 % |

|  | 13,58 % |

|  | 9,09 % |

|  | 4,76 % |

|  | 4,68 % |

|  | 4,24 % |

|  | 1,85 % |

|  | 1,57 % |

|  | 1,45 % |

|  | 0,63 % |

|  | 0,40 % |

|  | 93,84 % |

|  | 2,89 % |

|  | 0,70 % |

|  | 2,57 % |

|  | 80,12 % |

|  | 100 % |

## La Rioja
La segunda banca correspondiente a la minoría no fue adjudicada, porque ningún partido cumplió con los requisitos establecidos por la Ley Electoral.
| Departamento           | Diputados | A renovar |
| ---------------------- | --------- | --------- |
| Ángel V. Peñaloza      | 1         | —         |
| Arauco                 | 3         | 2         |
| Belgrano               | 1         | —         |
| Capital                | 7         | 3         |
| Castro Barros          | 1         | 1         |
| Chamical               | 2         | 1         |
| Chilecito              | 3         | 1         |
| Facundo Quiroga        | 1         | 1         |
| Famatina               | 1         | 1         |
| Felipe Varela          | 2         | 1         |
| Independencia          | 1         | —         |
| Lamadrid               | 1         | —         |
| Ocampo                 | 1         | —         |
| Rosario Vera Peñaloza  | 2         | 2         |
| San Blas de los Sauces | 1         | —         |
| San Martín             | 1         | —         |
| Sanagasta              | 1         | 1         |
| Sarmiento              | 1         | 1         |
| Total                  | 31        | 15        |

| ← 1987 · Provincia de La Rioja · 1991 → | ← 1987 · Provincia de La Rioja · 1991 → | ← 1987 · Provincia de La Rioja · 1991 → | ← 1987 · Provincia de La Rioja · 1991 → | ← 1987 · Provincia de La Rioja · 1991 → | ← 1987 · Provincia de La Rioja · 1991 → |
| Partido                                 | Partido                                 | Votos                                   | %                                       | Diputados                               |                                         |
| --------------------------------------- | --------------------------------------- | --------------------------------------- | --------------------------------------- | --------------------------------------- | --------------------------------------- |
|                                         | Frente Justicialista Popular            | 55.663                                  | 63,38                                   | Sin datos                               |                                         |
|                                         | Unión Cívica Radical                    | 25.579                                  | 29,12                                   | Sin datos                               |                                         |
|                                         | Movimiento de Integración y Desarrollo  | 2.676                                   | 3,05                                    | Sin datos                               |                                         |
|                                         | Partido Demócrata Progresista           | 1.171                                   | 1,33                                    | Sin datos                               |                                         |
|                                         | Izquierda Unida                         | 1.002                                   | 1,14                                    | Sin datos                               |                                         |
|                                         | Unión del Centro Democrático            | 826                                     | 0,94                                    | Sin datos                               |                                         |
|                                         | Movimiento Línea Popular                | 425                                     | 0,48                                    | Sin datos                               |                                         |
|                                         | Partido Demócrata                       | 296                                     | 0,34                                    | Sin datos                               |                                         |
|                                         | Frente Humanista - Verde                | 191                                     | 0,22                                    | Sin datos                               |                                         |
| Votos positivos                         | Votos positivos                         | 87.829                                  | 94,36                                   |                                         |                                         |
| Votos en blanco                         | Votos en blanco                         | 977                                     | 1,05                                    |                                         |                                         |
| Votos nulos                             | Votos nulos                             | 518                                     | 0,56                                    |                                         |                                         |
| Diferencia de actas                     | Diferencia de actas                     | 3.758                                   | 4,04                                    |                                         |                                         |
| Participación                           | Participación                           | 93.082                                  | 72,82                                   |                                         |                                         |
| Electores registrados                   | Electores registrados                   | 127.833                                 | 100                                     |                                         |                                         |
| Fuentes:                                |                                         |                                         |                                         |                                         |                                         |

#### Electos
| Departamento          | Diputado                    |
| --------------------- | --------------------------- |
| Arauco                | Antonio Nicolás Martínez    |
| Arauco                | Rodolfo Laureano de Priego  |
| Capital               | Jorge Daniel Basso          |
| Capital               | Néstor E. Vergara           |
| Capital               | Vacante                     |
| Castro Barros         | Agustín Benjamín de la Vega |
| Chamical              | Carlos Omar Menem           |
| Chilecito             | Lázaro Nicolás Fonzalida    |
| Facundo Quiroga       | Rolando Rocier Busto        |
| Famatina              | Luis Beder Herrera          |
| Felipe Varela         | Alfredo Raúl Garrott        |
| Rosario Vera Peñaloza | Oscar Alfredo Oyola         |
| Rosario Vera Peñaloza | Jorge Raúl Yalis            |
| Sanagasta             | José Pedro Páez             |
| Vinchina              | Oscar Efraín Álvarez        |

## Mendoza
| Sección Electoral | Cámara de Diputados | Cámara de Diputados | Cámara de Senadores | Cámara de Senadores |
| Sección Electoral | Diputados           | A renovar           | Senadores           | A renovar           |
| ----------------- | ------------------- | ------------------- | ------------------- | ------------------- |
| 1                 | 16                  | 8                   | 12                  | 6                   |
| 2                 | 12                  | 6                   | 10                  | 5                   |
| 3                 | 10                  | 5                   | 8                   | 4                   |
| 4                 | 10                  | 5                   | 8                   | 4                   |
| Total             | 48                  | 24                  | 38                  | 19                  |

### Cámara de Diputados
|  | 41,68 % |

|  | 29,08 % |

|  | 21,04 % |

|  | 4,61 % |

|  | 1,87 % |

|  | 0,54 % |

|  | 0,47 % |

|  | 0,45 % |

|  | 0,15 % |

|  | 0,12 % |

|  | 95,43 % |

|  | 3,88 % |

|  | 0,70 % |

|  | 86,63 % |

|  | 100 % |

#### Electos
| Sección Electoral | Diputado                 | Partido | Partido                      |
| ----------------- | ------------------------ | ------- | ---------------------------- |
| 1ª                | Jorge Sevilla            |         | Frente Justicialista Popular |
| 1ª                | Raúl R. Ramírez          |         | Frente Justicialista Popular |
| 1ª                | Cosme R. Parodi          |         | Frente Justicialista Popular |
| 1ª                | Alfredo López Cuitiño    |         | Frente Justicialista Popular |
| 1ª                | Hipólito Juan Filice     |         | Unión Cívica Radical         |
| 1ª                | Mario Lucio Duarte       |         | Unión Cívica Radical         |
| 1ª                | Juan Bautista Furfuri    |         | Alianza de Centro            |
| 1ª                | Luis Alberto Rosales     |         | Alianza de Centro            |
| 2ª                | Héctor Dante Belavita    |         | Frente Justicialista Popular |
| 2ª                | Rubén Enrique Nochelli   |         | Frente Justicialista Popular |
| 2ª                | Raúl Héctor Gil          |         | Frente Justicialista Popular |
| 2ª                | Pedro Jorge Montenegro   |         | Unión Cívica Radical         |
| 2ª                | Dante Arturo Zancán      |         | Unión Cívica Radical         |
| 2ª                | Mario Ciro Magistretti   |         | Alianza de Centro            |
| 3ª                | Pablo Antonio Márquez    |         | Frente Justicialista Popular |
| 3ª                | María Teresa Oldra       |         | Frente Justicialista Popular |
| 3ª                | César Rodlfo Biffi       |         | Unión Cívica Radical         |
| 3ª                | Arturo Edgardo González  |         | Unión Cívica Radical         |
| 3ª                | Andrés Grau              |         | Alianza de Centro            |
| 4ª                | Egidio Donati            |         | Frente Justicialista Popular |
| 4ª                | Ernesto Nieto            |         | Frente Justicialista Popular |
| 4ª                | Omar Alberto Larregle    |         | Unión Cívica Radical         |
| 4ª                | Armando Víctor Camerucci |         | Unión Cívica Radical         |
| 4ª                | Ángel José Santolín      |         | Alianza de Centro            |

### Cámara de Senadores
|  | 41,61 % |

|  | 29,15 % |

|  | 21,05 % |

|  | 4,59 % |

|  | 1,87 % |

|  | 0,54 % |

|  | 0,47 % |

|  | 0,45 % |

|  | 0,15 % |

|  | 0,12 % |

|  | 95,55 % |

|  | 3,74 % |

|  | 0,70 % |

|  | 86,63 % |

|  | 100 % |

#### Electos
| Sección Electoral | Senador                    | Partido | Partido                      |
| ----------------- | -------------------------- | ------- | ---------------------------- |
| 1ª                | José Luis Martiarena Dicio |         | Frente Justicialista Popular |
| 1ª                | Carlos Alberto Vollmer     |         | Frente Justicialista Popular |
| 1ª                | José Blas Made             |         | Frente Justicialista Popular |
| 1ª                | Pedro Ramón Videla         |         | Unión Cívica Radical         |
| 1ª                | José Luis Spadaro          |         | Unión Cívica Radical         |
| 1ª                | Gustavo E. Gutiérrez       |         | Alianza de Centro            |
| 2ª                | Jorge Omar Dávila          |         | Frente Justicialista Popular |
| 2ª                | Magdalena L. Greco         |         | Frente Justicialista Popular |
| 2ª                | Julio Ramón Gómez          |         | Frente Justicialista Popular |
| 2ª                | Nicolás Sosa Paiva         |         | Unión Cívica Radical         |
| 2ª                | Oscar C. Larra             |         | Alianza de Centro            |
| 3ª                | Carlos Salvador Manno      |         | Frente Justicialista Popular |
| 3ª                | Luis Rafael Rojas          |         | Frente Justicialista Popular |
| 3ª                | Miguel Ángel Morado        |         | Unión Cívica Radical         |
| 3ª                | Richard Battaggion         |         | Alianza de Centro            |
| 4ª                | Luis Francisco Martos      |         | Frente Justicialista Popular |
| 4ª                | Lucio Roberto Olmedo       |         | Frente Justicialista Popular |
| 4ª                | Julio Waldemar Juri        |         | Unión Cívica Radical         |
| 4ª                | Andrés Vicente de Boni     |         | Alianza de Centro            |

## Misiones

### Cámara de Representantes
|  | 52,08 % |

|  | 37,01 % |

|  | 6,59 % |

|  | 2,34 % |

|  | 0,62 % |

|  | 0,60 % |

|  | 0,49 % |

|  | 0,26 % |

|  | 97,03 % |

|  | 1,90 % |

|  | 0,54 % |

|  | 0,53 % |

|  | 79,69 % |

|  | 100 % |

### Referéndum
Referéndum para aprobar la reelección del gobernador y vicegobernador. La reforma fue aprobada.

## Salta

### Cámara de Diputados
|  | 35,47 % |

|  | 26,68 % |

|  | 23,11 % |

|  | 7,93 % |

|  | 2,14 % |

|  | 1,80 % |

|  | 1,33 % |

|  | 0,69 % |

|  | 0,44 % |

|  | 0,30 % |

|  | 0,12 % |

|  | 94,95 % |

|  | 0,69 % |

|  | 1,04 % |

|  | 3,32 % |

|  | 76,92 % |

|  | 100 % |

### Cámara de Senadores
|  | 28,50 % |

|  | 28,30 % |

|  | 24,51 % |

|  | 10,25 % |

|  | 2,75 % |

|  | 2,38 % |

|  | 1,54 % |

|  | 0,90 % |

|  | 0,44 % |

|  | 0,26 % |

|  | 0,18 % |

|  | 95,39 % |

|  | 0,63 % |

|  | 1,27 % |

|  | 2,71 % |

|  | 46,87 % |

|  | 100 % |

## San Luis

### Cámara de Diputados
|  | 41,64 % |

|  | 37,27 % |

|  | 5,02 % |

|  | 4,84 % |

|  | 3,62 % |

|  | 2,55 % |

|  | 2,00 % |

|  | 1,18 % |

|  | 0,69 % |

|  | 0,48 % |

|  | 0,42 % |

|  | 95,38 % |

|  | 4,01 % |

|  | 0,61 % |

|  | 45,51 % |

|  | 100 % |

### Cámara de Senadores
|  | 49,38 % |

|  | 38,93 % |

|  | 4,29 % |

|  | 2,98 % |

|  | 2,50 % |

|  | 0,86 % |

|  | 0,59 % |

|  | 0,47 % |

|  | 97,92 % |

|  | 1,79 % |

|  | 0,29 % |

|  | 32,98 % |

|  | 100 % |

## Santa Cruz
|  | 36,81 % |

|  | 52,14 % |

|  | 29,34 % |

|  | 25,98 % |

|  | 7,88 % |

|  | 36,34 % |

|  | 4,58 % |

|  | 3,61 % |

|  | 1,72 % |

|  | 0,89 % |

|  | 0,48 % |

|  | 0,24 % |

|  | 95,24 % |

|  | 2,53 % |

|  | 0,55 % |

|  | 1,67 % |

|  | 81,46 % |

|  | 100 % |

## Santiago del Estero
|  | 38,19 % |

|  | 28,10 % |

|  | 27,84 % |

|  | 1,87 % |

|  | 1,07 % |

|  | 0,99 % |

|  | 0,83 % |

|  | 0,68 % |

|  | 0,39 % |

|  | 0,09 % |

|  | 0,00 % |

|  | 97,22 % |

|  | 0,37 % |

|  | 0,20 % |

|  | 2,21 % |

|  | 72,86 % |

|  | 100 % |

## Tierra del Fuego
|  | 40,00 % |

|  | 29,13 % |

|  | 10,40 % |

|  | 6,41 % |

|  | 5,85 % |

|  | 4,65 % |

|  | 1,11 % |

|  | 0,92 % |

|  | 0,85 % |

|  | 0,51 % |

|  | 0,18 % |

|  | 91,47 % |

|  | 7,78 % |

|  | 0,74 % |

|  | 70,22 % |

|  | 100 % |

## Tucumán

### Cámara de Diputados
|  | 47,81 % |

|  | 39,78 % |

|  | 38,21 % |

|  | 38,04 % |

|  | 11,67 % |

|  | 2,71 % |

|  | 7,80 % |

|  | 39,15 % |

|  | 6,52 % |

|  | 28,97 % |

|  | 9,17 % |

|  | 22,72 % |

|  | 4,54 % |

|  | 1,08 % |

|  | 1,19 % |

|  | 0,28 % |

|  | 0,21 % |

|  | 0,17 % |

|  | 91,94 % |

|  | 2,10 % |

|  | 0,83 % |

|  | 5,12 % |

### Senado
|  | 48,77 % |

|  | 39,20 % |

|  | 39,03 % |

|  | 38,59 % |

|  | 11,48 % |

|  | 2,71 % |

|  | 8,02 % |

|  | 46,17 % |

|  | 6,74 % |

|  | 26,82 % |

|  | 9,82 % |

|  | 17,19 % |

|  | 2,94 % |

|  | 0,98 % |

|  | 0,94 % |

|  | 0,27 % |

|  | 0,20 % |

|  | 0,13 % |

|  | 85,48 % |

|  | 1,88 % |

|  | 0,87 % |

|  | 11,76 % |

### Convención Constituyente
Una elección de convencionales constituyentes se realizó en la provincia de Tucumán el 5 de noviembre de 1989 con el objetivo de elegir, mediante representación proporcional y ley de lemas, a 60 miembros de una Convención destinada a reformar la Constitución Provincial de 1907. Tuvieron lugar poco tiempo después de las últimas elecciones legislativas de medio término de la provincia, debido a que después de la reforma, el sistema escalonado sería abolido.
Las elecciones se caracterizaron por el fin del bipartidismo entre el Partido Justicialista (PJ) y la Unión Cívica Radical (UCR), imperante aún en el país e incidente en la provincia desde 1946. Debido a la mala gestión del gobierno del justicialista José Domato, y al caótico mandato del radical Raúl Alfonsín a nivel nacional, el partido derechista Fuerza Republicana (FR), fundado ese mismo año por Antonio Domingo Bussi, exgobernador de facto durante la última dictadura militar, obtuvo una resonante victoria con el 49.05% de los votos y mayoría absoluta con 33 de los 60 convencionales, garantizando la dominación de dicho partido en la reforma. El justicialismo, profundamente fragmentado y habiendo presentado varios sublemas distintos, quedó en segundo lugar con el 39.42% de los votos y 25 convencionales. Los dos restantes fueron uno para la Unión Cívica Radical, que apenas obtuvo el 6.70%, y el último para la Unión del Centro Democrático (UCeDé), que obtuvo el 2.68% y apoyó gran parte de las reformas propuestas por el bussismo. La participación electoral fue del 74.92%.
La nueva constitución fue finalmente sancionada el 18 de abril de 1990. Sin embargo, este cambio no pudo salvar al frágil gobierno de Domato, que tras su derrota legislativa se vio aún más deslegitimado y finalmente la provincia fue intervenida por el gobierno nacional de Carlos Menem a principios de 1991. Más tarde ese mismo año, se llevaron a cabo las primeras elecciones bajo la nueva Carta Magna, con Ramón "Palito" Ortega siendo elegido Gobernador.
|  | 49,05 % |

|  | 41,01 % |

|  | 39,42 % |

|  | 39,02 % |

|  | 10,37 % |

|  | 2,42 % |

|  | 7,17 % |

|  | 41,65 % |

|  | 6,70 % |

|  | 25,09 % |

|  | 8,83 % |

|  | 24,42 % |

|  | 2,68 % |

|  | 0,94 % |

|  | 0,69 % |

|  | 0,24 % |

|  | 0,21 % |

|  | 0,07 % |

|  | 95,28 % |

|  | 3,91 % |

|  | 0,81 % |